# Intandela respersionis
Intandela respersionis är en insektsart som beskrevs av Hesse 1925. Intandela respersionis ingår i släktet Intandela och familjen Dictyopharidae. Inga underarter finns listade i Catalogue of Life.